# Pär Luttropp
Pär Wilhelm Luttropp (* 13. Januar 1969 in Botkyrka) ist ein schwedischer Schauspieler.

## Leben
Luttropp war regelmäßiges Mitglied der Göteborger Theatergruppe Bhopa, welche von 1995 bis 2006 existierte. Neben seiner Theatertätigkeit ist er seit 1999 in mehreren schwedischen Film- und Fernsehproduktionen zu sehen. Zu den bekanntesten zählen dabei die Filme Invisible – Gefangen im Jenseits, Hannah med H und Kim Novak badete nie im See von Genezareth.

## Filmografie (Auswahl)
- 1999: Sjätte dagen
- 2002: Invisible – Gefangen im Jenseits
- 2003: Hannah med H
- 2005: Kim Novak badete nie im See von Genezareth
- 2008: Eimai omofylofilos
- 2010: Till det som är vackert